# Política externa da segunda presidência de Donald Trump

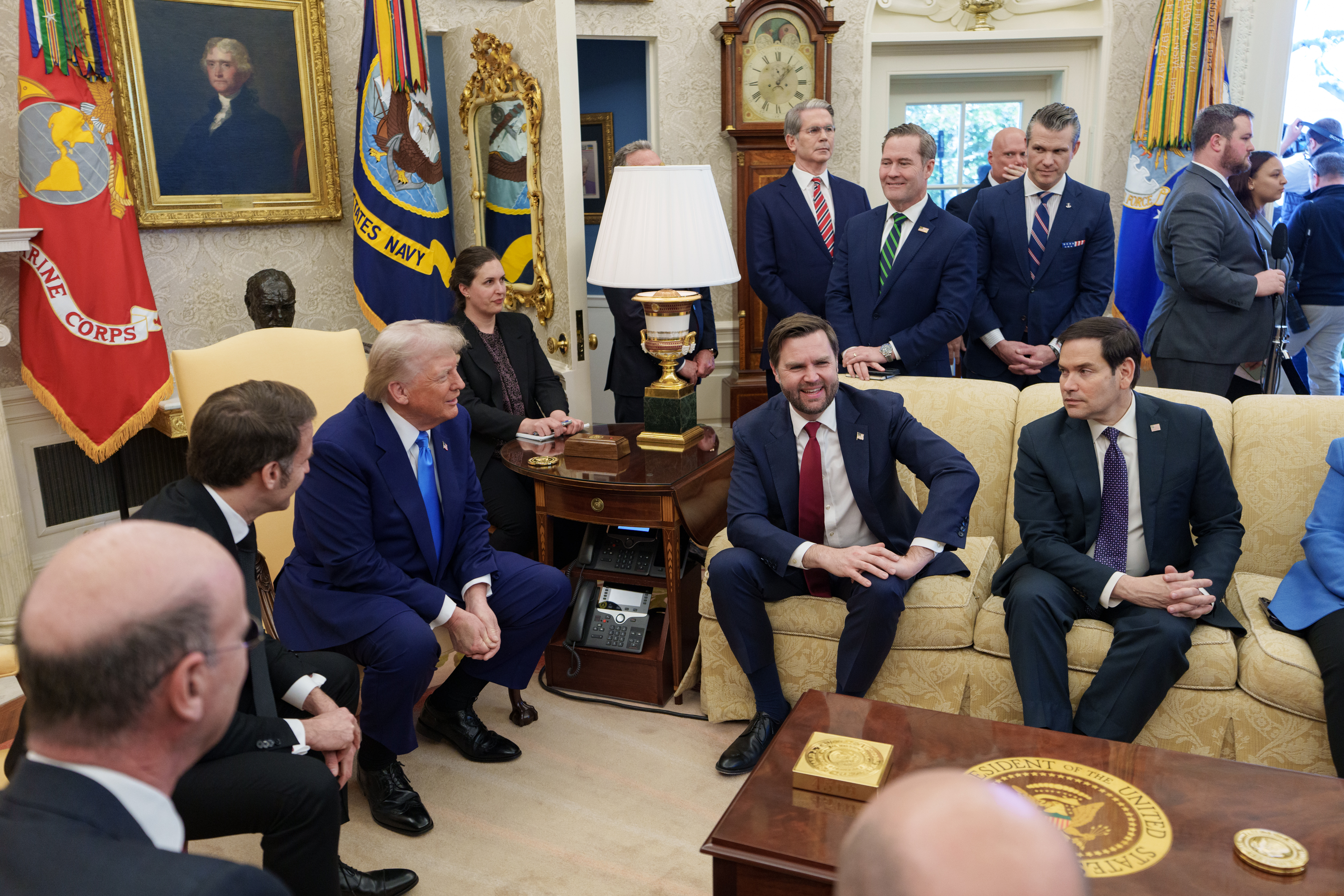
O Conselheiro de Segurança Nacional Mike Waltz, o Secretário de Estado Marco Rubio e o Vice-presidente J. D. Vance durante reunião entre Donald Trump e Emmanuel Macron no Salão Oval, em 2025.

Em seu segundo mandato presidencial, Donald Trump têm centrado sua política externa em reforçar as políticas de segurança interna dos Estados Unidos através de um controle maior do governo federal sobre o fluxo migratório regional, vigilância centralizada das fronteiras terrestres e marítimas do país e combate ao terrorismo. Desde sua campanha presidencial em 2023 e 2024, Trump já realizava discursos públicos alegando o influxo de imigrantes ilegais durante a Administração Biden como um dos fatores principais para os desafios econômicos enfrentados pela população estadunidense nos anos recentes. Esta retórica ganhou amplo apoiou de setores mais conservadores da sociedade estadunidense que cobravam a Administração Biden da recuperação econômica prometida por ele durante sua campanha presidencial de 2020.
Na fase da campanha presidencial, Trump defendeu que o envolvimento dos Estados Unidos em conflitos armados ao redor do mundo era prejudicial à economia e à sociedade estadunidense de uma forma geral. Desta forma, Trump se comprometeu a reduzir substancialmente o envio de tropas e suprimentos bélicos a nações aliadas dos Estados Unidos envolvidas em conflitos correntes, como a Ucrânia e Israel. Em diversas entrevistas e comunicados oficiais durante a fase da campanha presidencial no decorrer de 2024, Trump afirmou que "solucionaria rapidamente" o conflito russo-ucraniano e acusou sistematicamente Joe Biden e Kamala Harris de ter interesses pessoais em manter os Estados Unidos no conflito. Ainda pautado no slogan político de seu primeiro mandato, Make America Great Again, Trump reforçou continuamente que iria restaurar os Estados Unidos ao seu lugar de protagonismo em questões de governança global mesmo que isso custasse relações diplomáticas com outras nações, como os países vizinhos Canadá e México.

## História

### Nomeações de gabinete
| Imagem         | Nome           | Cargo                                      | Formação                             | Histórico                                             |
| -------------- | -------------- | ------------------------------------------ | ------------------------------------ | ----------------------------------------------------- |
| Marco Rubio    | Marco Rubio    | Secretário de Estado                       | Direito (UMiami)                     | Senador pela Flórida (2011–2025)                      |
| Pete Hegseth   | Pete Hegseth   | Secretário de Defesa                       | Ciência política (Princeton)         | Major dos Estados Unidos (2003–2021)                  |
| Tulsi Gabbard  | Tulsi Gabbard  | Diretora de Inteligência Nacional          | Administração (HPU)                  | Representante do Havaí (2013–2021)                    |
| John Ratcliffe | John Ratcliffe | Diretor da Agência Central de Inteligência | Relações internacionais (Notre Dame) | Diretor de Inteligência Nacional (2020–2021)          |
| Dorothy Shea   | Dorothy Shea   | Representante Permanente às Nações Unidas  | Ciências (Georgetown)                | Embaixadora no Líbano (2020–2023)                     |
| Jamieson Greer | Jamieson Greer | Representante do Comércio                  | Direito (Virgínia)                   | Capitão da Força Aérea dos Estados Unidos (2008–2012) |
| Todd Lyons     | Todd Lyons     | Diretor de Imigração e Controle de Aduanas | Direito (Virgínia)                   | Capitão da Força Aérea dos Estados Unidos (2008–2012) |

## Américas

### Canadá

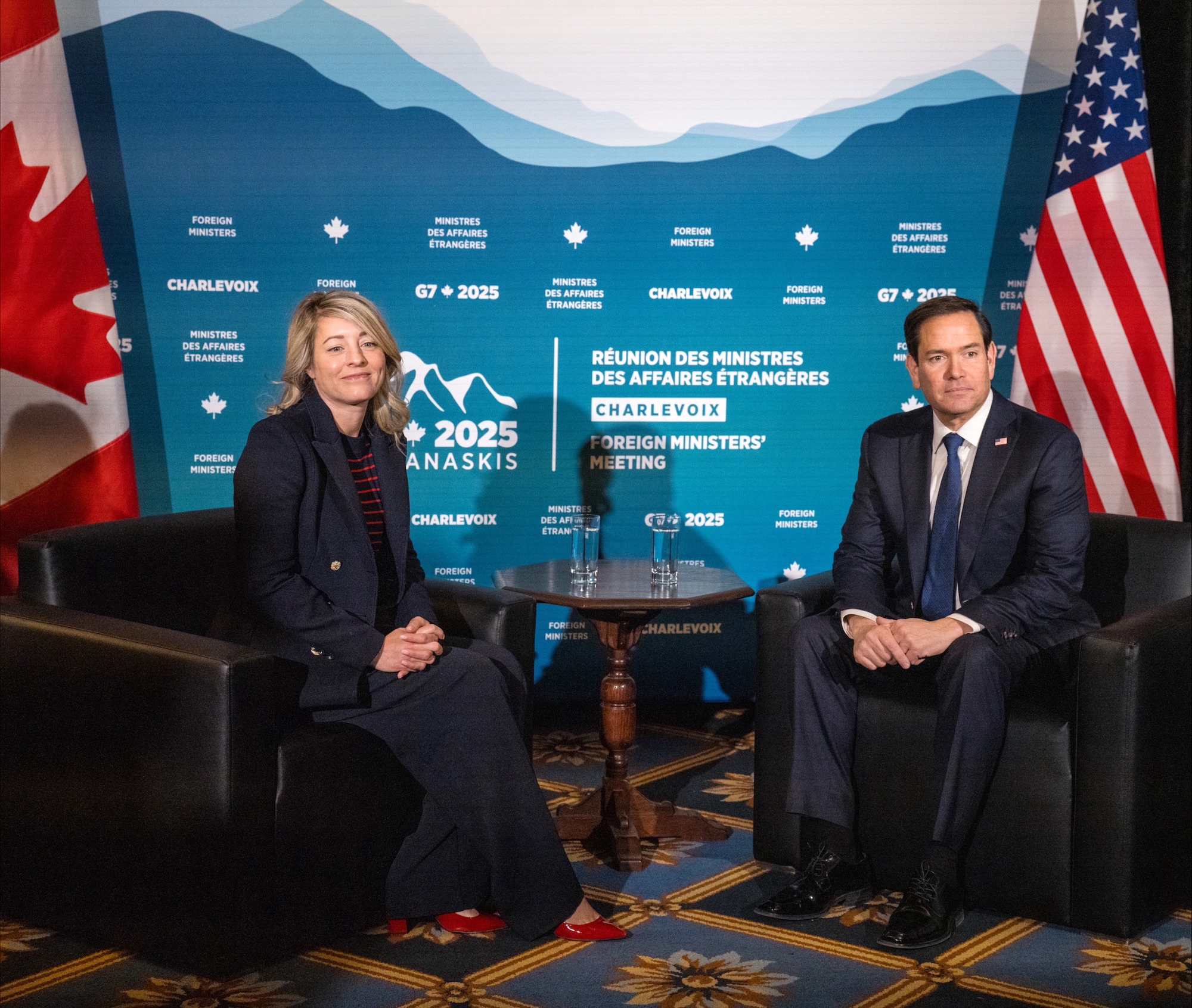
Secretário de Estado Marco Rubio e a Ministra do Exterior do Canadá, Mélanie Joly, em Charlevoix, em março de 2025.

Desde a sua campanha presidencial de 2024, Trump mantinha um tom crítico com o governo do então Primeiro-ministro canadense Justin Trudeau, alegando por repetidas vezes que o país estaria se beneficiando do comércio com os Estados Unidos. Em outubro de 2024, Trump declarou uma proposta de taxar produtos industriais do Canadá como forma de incentivar a produção interna dos Estados Unidos. Após sua vitória eleitoral, Trump retomou a proposta, detalhando que iria taxar produtos canadenses em cerca de 25%, gerando uma forte tensão com o governo do país vizinho. Na mesma ocasião, Trump descreveu o Canadá como "um estado americano" e Trudeau como "seu governador estadual".
Em janeiro de 2025, dias após sua posse presidencial, Trump voltou a criticar o Canadá, citando sua pretensão em "anexar economicamente" o país junto a diversas outras medidas expansionistas, como "assumir o controle" do Canal do Panamá e "anexar a Groenlândia". Em resposta, Trudeau afirmou preocupação com os comentários e disse que seria necessário reforçar a política de segurança das reservas minerais canadenses. Por sua vez, o governo dinamarquês reiterou por meio de uma nota oficial breve que a Groenlândia integra formalmente o Reino da Dinamarca e "não está à venda".
Em 4 de março de 2025, Trump oficializou sua taxação de 25% sobre todas importações do Canadá, icluindo taxas de 10% para combustíveis fósseis. A Casa Branca publicou uma nota oficial informando que a medida tinha como finalidade reduzir o déficit comercial estadunidense e compelir o governo canadense a investir mais fortemente na sua política de fronteiras. Segundo o Departamento de Estado dos Estados Unidos, a política de tarifas de Trump iria reduzir o tráfico de produtos farmacêuticos e a entrada de imigrantes ilegais na fronteira canadense. Em reação, Justin Trudeau aplicou uma taxação de 25% sobre produtos oriundos dos Estados Unidos e criticou a medida de Trump como "danosa para ambos os países". Em 5 de março, o governo canadense protocolou um relatório junto à Organização Mundial do Comércio, classificando as tarifas estadunidenses como "injustificáveis" e "uma violação de acordos comerciais internacionais". A missão permanente do Canadá na organização declarou que esta seria a primeira medida formal de resolução da guerra comercial entre os dois países.

### Argentina

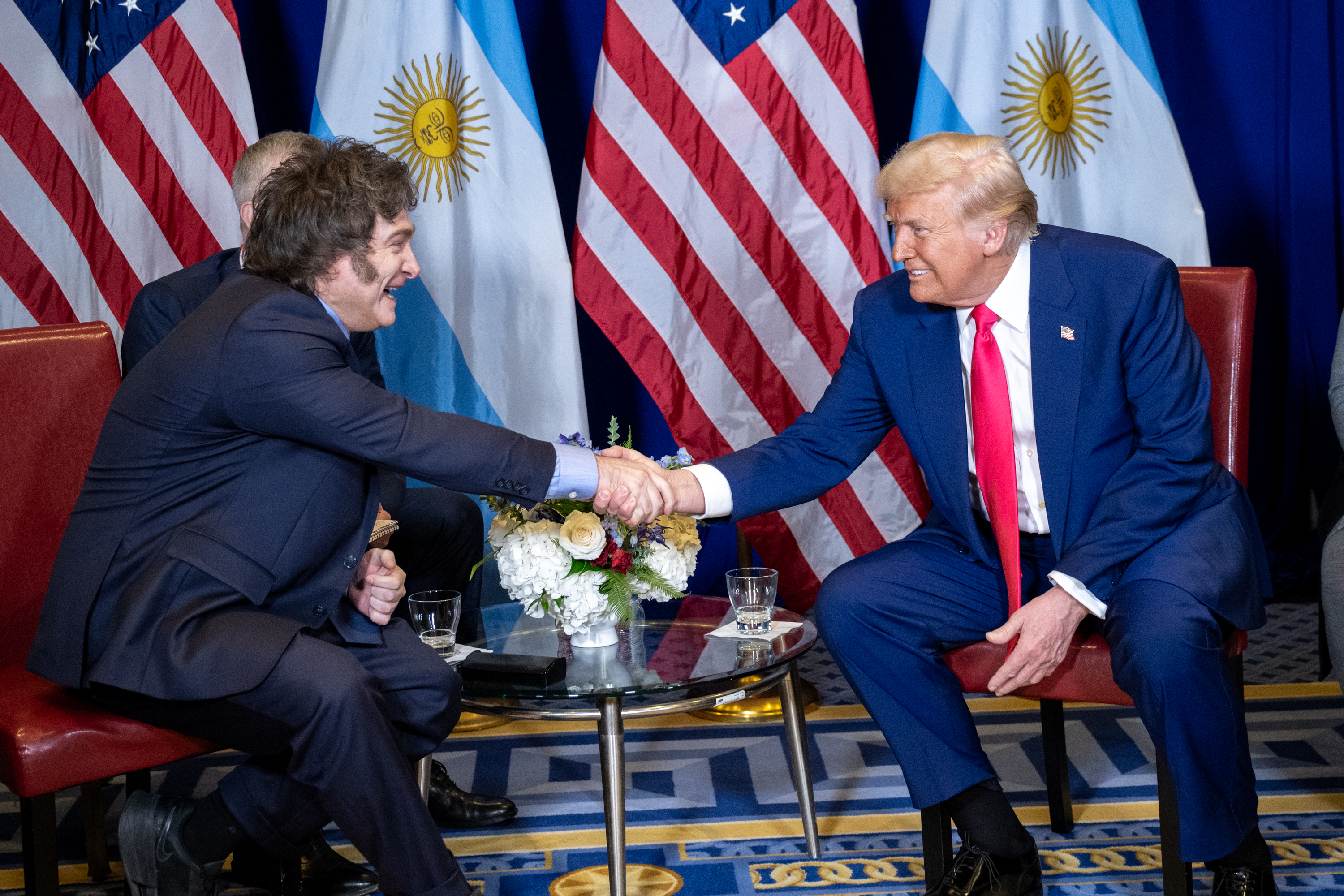
Trump em reunião bilateral com o Presidente da Argentina Javier Milei em Maryland, em fevereiro de 2025.

Desde sua campanha eleitoral em 2023, o Presidente da Argentina Javier Milei têm mantido relações próximas com Donald Trump. Ainda na fase de sua campanha presidencial, Trump elogiou Milei e suas políticas econômicas que giram em torno de cortes de orçamento público e redução da máquina pública. Estas são pautas fortemente defendidas pelo alta escalão do Partido Republicano, o que levou Trump a aproximar-se de Milei e apoiar abertamente sua candidatura ao governo argentino. Em fevereiro de 2024, Milei declarou apoio à candidatura de Trump durante encontro com o político estadunidense na Conferência da Ação Política Conservadora (CPAC), dizendo esperar vê-lo "como presidente-eleito" e apenas poucas horas após reunir-se oficialmente com Antony Blinken, Secretário de Estado da Administração Biden.
Em 14 de novembro de 2014, Milei viajou para Mar-a-Lago, a residência oficial de Trump na Flórida, para um jantar de gala com o então presidente-eleito e parte de seu futuro gabinete de governo. Apesar da informalidade da ocasião, o gesto de Milei o tornou o primeiro líder estrangeiro a reuniu-se com Trump desde sua vitória eleitoral contra Joe Biden semanas antes. Na ocasião da visita, Milei reuniu-se com o magnata Elon Musk para debater a construção do Departamento de Eficiência Governamental que, segundo analistas internacionais, teve inspiração direta nas políticas governamentais de Milei na Argentina. Milei declarou que aconselhou Musk a "desmantelar a burocracia" ao reduzir investimentos federais em várias áreas da sociedade e economia do país e reduzir significantemente o quadro de funcionários de agências federais estadunidenses.

### Brasil

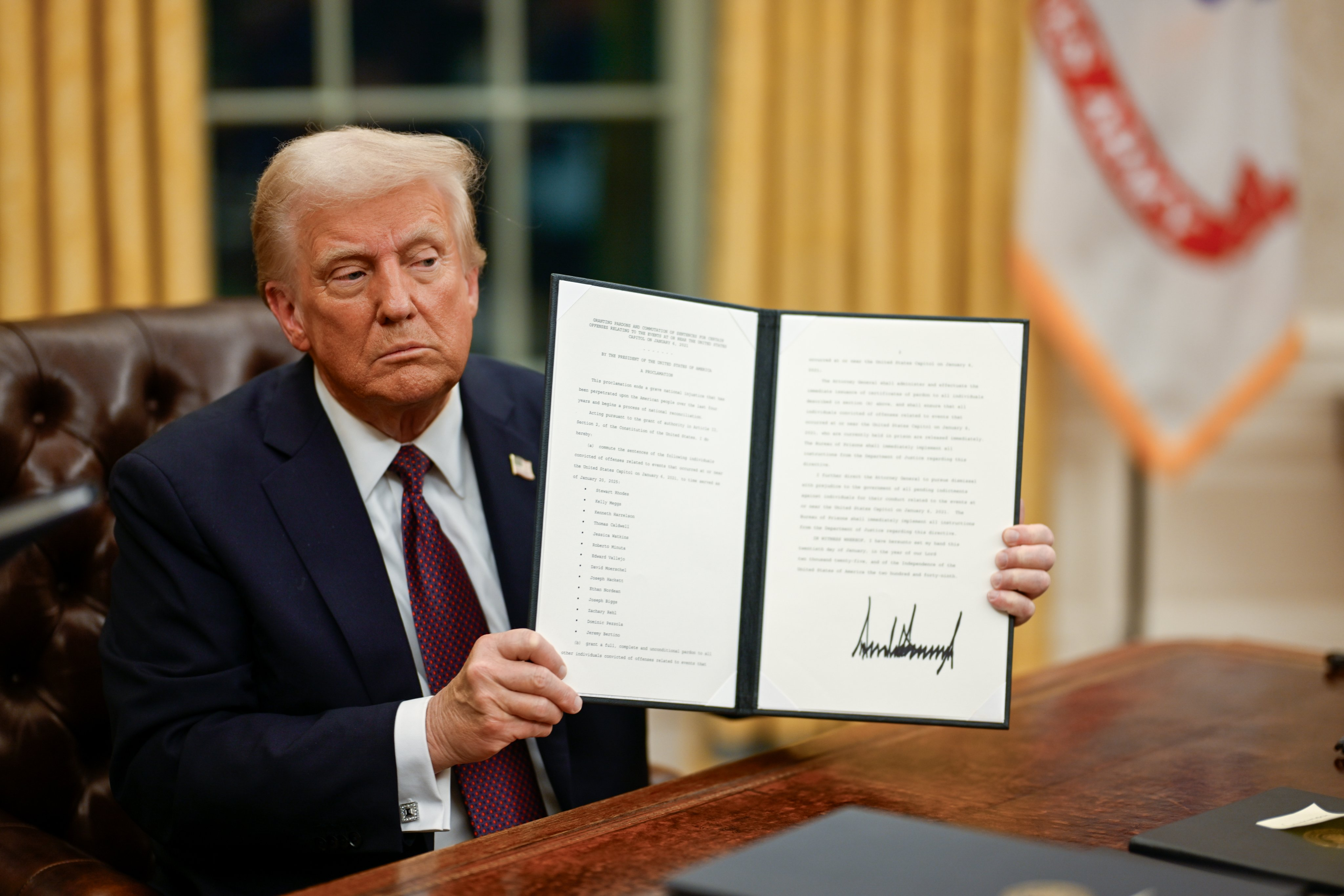
Donald Trump assina diversas ordens executivas no Salão Oval na sequência de sua segunda posse presidencial. Na ocasião, Trump disse que os Estados Unidos "não precisam do Brasil".

Ao longo de sua campanha presidencial recente, Trump não fez menções diretas ao Brasil ou ao terceiro mandato do atual Presidente Lula da Silva. Como ex-presidente e candidato à Casa Branca, Trump preferiu focar em questões de interesse direto ao seu plano de recuperação econômica, como a política tarifária entre as duas nações e a crescente população de imigrantes brasileiros vivendo em território estadunidense. Durante seu primeiro mandato, Trump declarou abertamente seu apoio às políticas conservadoras implementadas por Jair Bolsonaro durante sua presidência e este, por sua vez, frequentemente considerou Trump e membros de sua equipe de governo como seus "aliados políticos". Entre 2019 e 2021, período coincidente dos mandatos presidenciais de ambos, Trump manteve um tom de alinhamento com a maior parte das propostas e projetos bilaterais brasileiros, mas manteve um tom crítico com relação às tarifas impostas pelo governo brasileiro a produtos estadunidenses, considerando-as "injustas".
Em novembro de 2024, poucos dias após a vitória de Trump nas eleições presidenciais, Lula da Silva afirmou que buscaria uma política de cooperação e "de respeito" entre as duas nações. Entretanto, as tensões envolvendo Elon Musk, um proeminente aliado de Trump, e o bloqueio da rede social X pelo Supremo Tribunal Federal em meados de 2024 levaram analistas internacionais a considerar com cautela a extensão do apoio mútuo entre os dois países durante o terceiro mandato presidencial de Lula. Em novembro de 2024, o clima de tensão percebido entre os dois governos foi amplificado pela troca de ofensas públicas entre a Primeira-dama Janja da Silva e o próprio Musk, quando este já havia sido anunciado por Trump como seu futuro Chefe de Eficiência Governamental. 
Após assumir o cargo em janeiro de 2025, Trump deu início imediato à sua política de remoção de imigrantes em situação irregular, incluindo diversos brasileiros. Em 24 de janeiro, o Brasil recebeu o primeiro voo contendo imigrantes ilegais deportados pelos Estados Unidos. A imprensa brasileira e internacional chamou atenção para o caso devido especialmente às condições rígidas em que os imigrantes foram transportados para suas nações de origem, incluindo o uso de algemas. O Ministério das Relações Exteriores divulgou uma nota classificando a atitude como "degradante" e, nos dias seguintes, afirmou que exigiria a aplicação da lei estadunidense sob um escopo de "dignidade" e "respeito aos direitos humanos".

## Ásia

### China

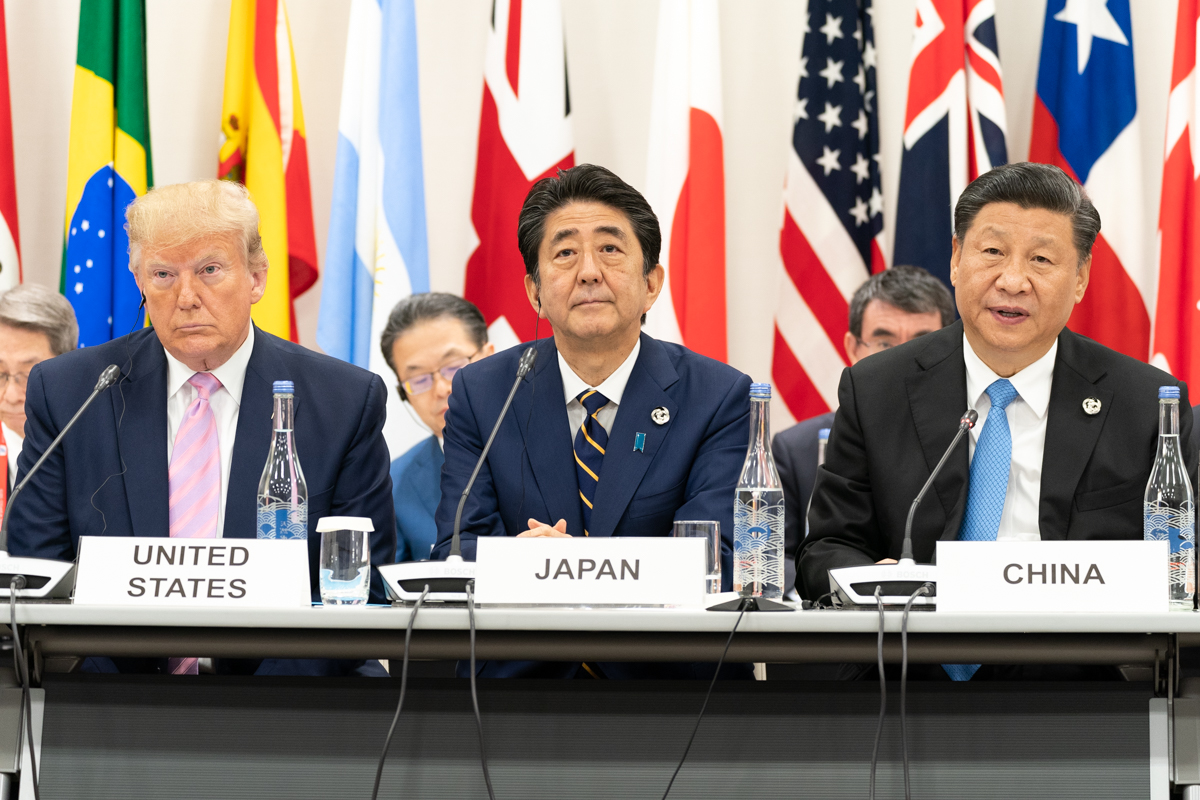
Desde sua campanha presidencial de 2024, Trump adotou uma postura de criticismo e ceticismo à política econômica chinesa. Na imagem, Trump, o então Primeiro-ministro do Japão Shinzo Abe e o Presidente da China Xi Jinping durante a 14ª Cúpula do G20, em 2019.

Trump encerrou seu primeiro mandato presidencial em 2021 com uma relação bilateral tensa e delicada com a China. Os dois países mantiveram uma forte disputa comercial entre 2018 e 2019 ocasionada pelo aumento de tarifas comerciais sobre produtos chineses. Segundo o governo Trump, tal medida seria uma forma de equilibrar a balança comercial "injusta" entre os dois países. Entretanto, a disputa foi concluída com um debatido acordo comercial que nunca chegou efetivamente a um cumprimento por parte das autoridades chinesas.
Pouco antes de sua segunda posse presidencial, Trump reuniu-se com o vice-presidente chinês Han Zheng que estava em Washington, D.C. como representante de Xi Jinping na cerimônia de posse. A presença de Han na ocasião foi interpretada por analistas internacionais como sinal do interesse chinês em fortalecer as relações entre os dois países após uma série de críticas públicas e ameaças de Trump sobre impor novas tarifas comerciais para conter a crescente influência chinesa no Sul Global.
Em fevereiro de 2025, durante uma reunião ministerial das preparações para a Cúpula do G20 em Joanesburgo, o Ministro dos Negócios Estrangeiros Wang Yi afirmou que "a China apoia todos os esforços" para um cessar-fogo conclusivo na Guerra Russo-Ucraniana e acrescentou que o país endossa os termos discutidos por Trump e Vladimir Putin no contexto das negociações para o fim do conflito. Ainda no mesmo mês apesar das demonstrações de relações cordais por parte do governo chinês, o portal oficial do Departamento de Estado dos Estados Unidos passou a afirmar que a China estaria "tentando subverter" as organizações internacionais e estabelecer membros do Partido Comunista em cargos de liderança global. Em resposta, um porta-voz do governo chinês solicitou a retirada das informações e reiterou que o país busca relações harmoniosas em nível mundial.
Durante sua campanha presidencial de 2024, Trump criticou fortemente a política comercial chinesa e defendeu a imposição de tarifas de até 160% sobre produtos chineses para conter as investidas de Pequim de reintegrar Taiwan ao seu território. Contudo, após assumir o cargo em janeiro de 2025, Trump implementou inicialmente tarifas de 10% sobre as importações chinesas enquanto estabeleceu tarifas mais altas para os países vizinhos, Canadá e México. A medida é parte de uma iniciativa maior de Trump em aplicar tarifas sobre diversos parceiros comerciais dos Estados Unidos que ele considera como "negociadores abusivos". Entretanto, diversos veículos de imprensa e especialistas em comércio exterior advertiram publicamente que a taxação de produtos e parceiros comerciais pode acabar colocando a China como um alternativa mais segura e estável para diversos mercados emergentes e em desenvolvimento, especialmente no Sul Global.

### Japão

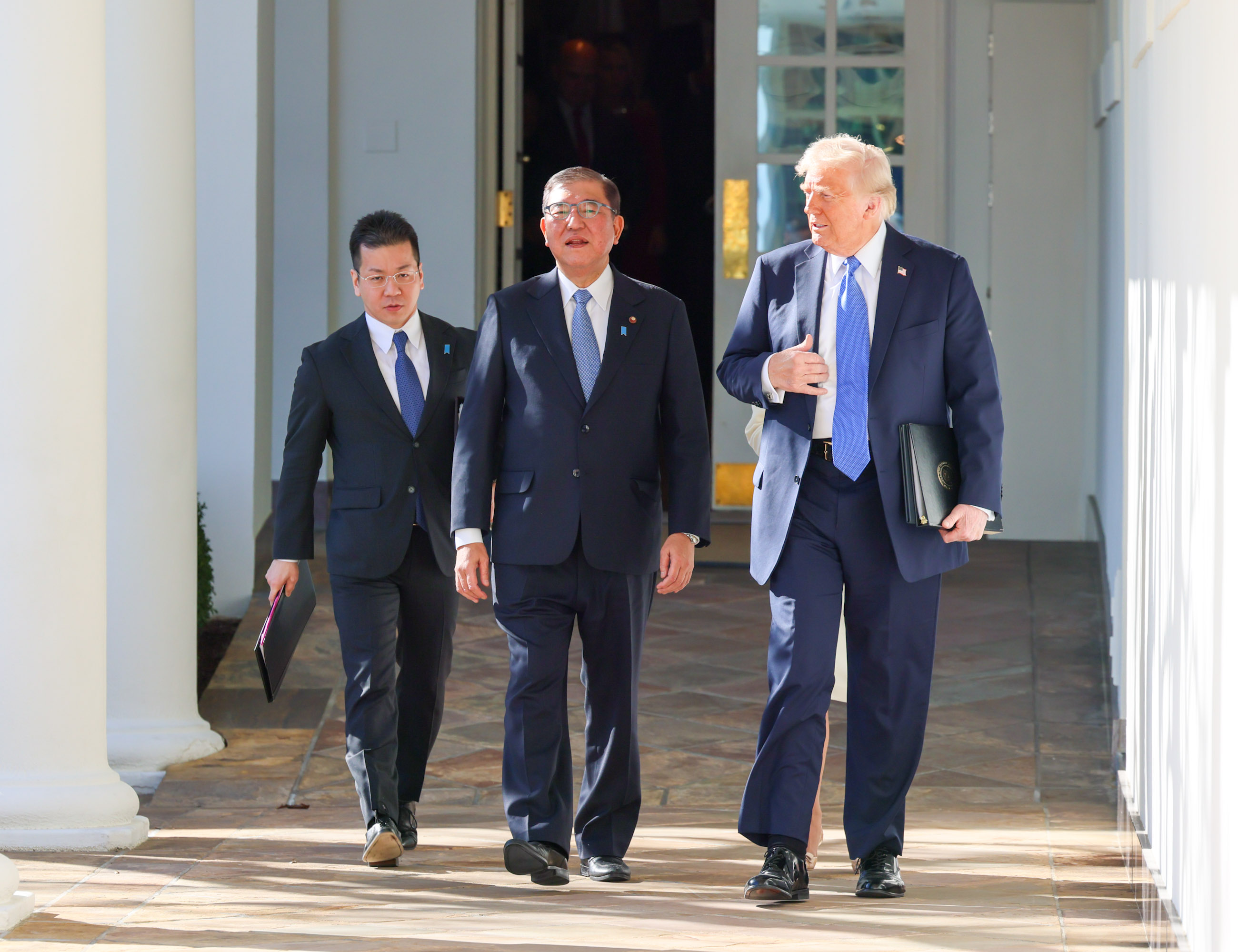
Trump recebe o Primeiro-ministro do Japão Shigeru Ishiba na Casa Branca, em fevereiro de 2025.

Em março de 2025, Trump afirmou que o Japão estaria "fazendo uma fortuna" em suas relações comerciais com os Estados Unidos, aludindo ao fato de que a balança comercial entre os dois países está "desigual" para os norte-americanos. Trump também criticou o Tratado de Cooperação Mútua e Segurança entre os Estados Unidos e o Japão, afirmando que o Japão "também deveria defender os Estados Unidos" em caso de conflito mundial. Dias depois, Trump afirmou que repreendeu lideranças do Japão pela desvalorização estratégica de sua moeda para concorrer no mercado internacional. Apesar das alegações e das críticas, o Japão têm mantido uma postura amistosa e cordial com a Administração Trump.

### Índia
Trump têm demonstrado visões positivas a respeito da Índia, especialmente no tocante ao governo do Primeiro-ministro Narendra Modi. Em fevereiro de 2025, Modi visitou a Casa Branca e expressou contentamento pela vitória eleitoral de Trump em novembro do ano anterior, afirmando que tem o presidente estadunidense como um modelo para seu projeto de crescimento da Índia. Paralelamente, o governo indiano negou as ofertas de Trump para que os Estados Unidos mediassem as disputas territoriais com a China.

## Europa

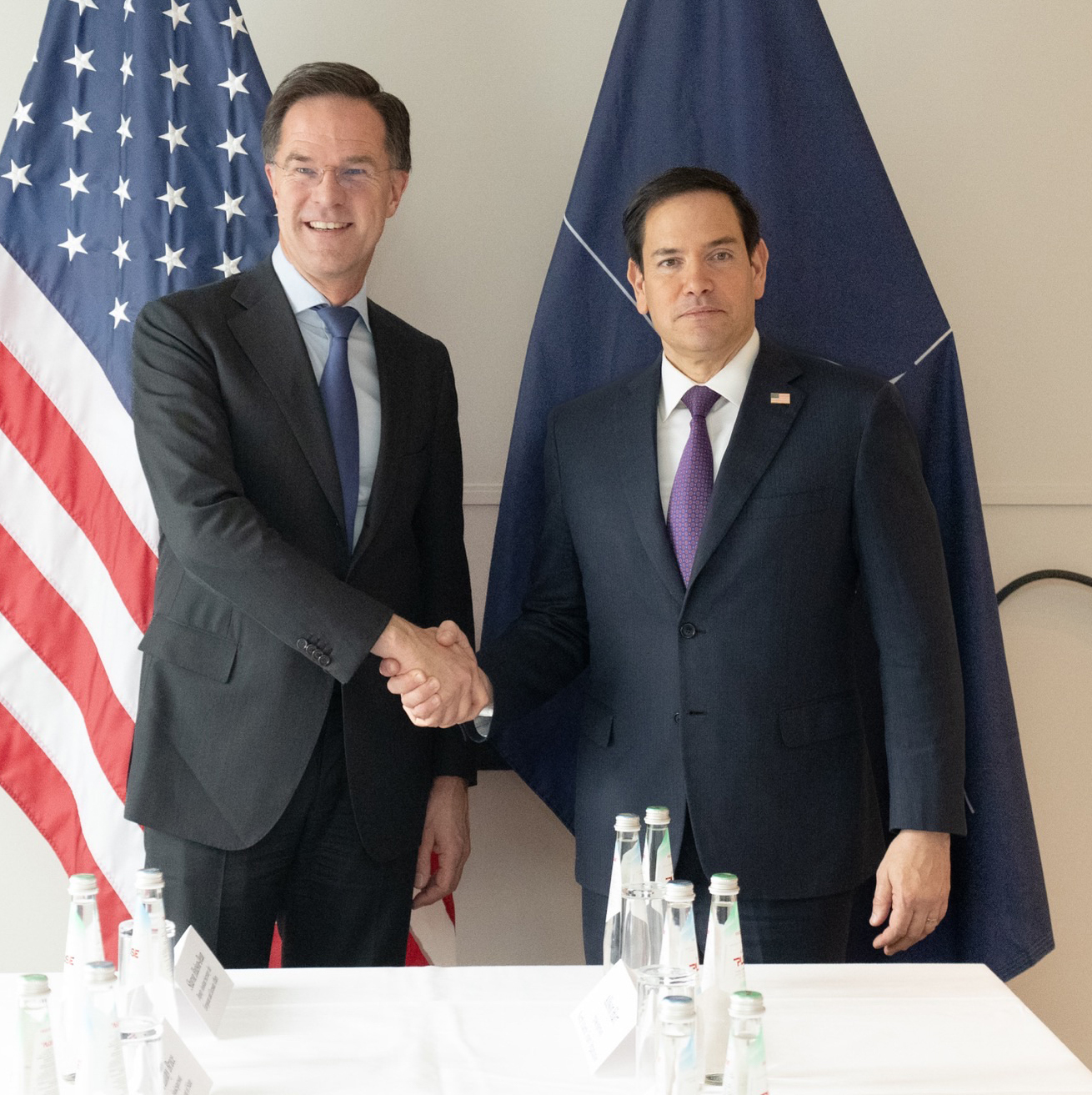
O Secretário de Estado Marco Rubio e o Secretário-geral da OTAN Mark Rutte durante reunião bilateral, em fevereiro de 2025.

Durante sua campanha presidencial em 2024, Trump fez inúmeras críticas aos líderes europeus, dizendo que a Europa trata os Estados Unidos "pior do que os próprios inimigos". A principal crítica de Trump nesse período foi a relação comercial entre Estados Unidos e União Europeia, à qual ele rechaçou diversas vezes alegando ser "injusta" e "desigual". Além disso, Trump repetidas vezes afirmou que não daria prosseguimento aos acordos militares com a Europa caso fosse eleito e que, ao contrário, iria "encorajar a Rússia" a "fazer o que quisesse" na região.
Em 14 de fevereiro de 2025, o Vice-presidente J. D. Vance participou da Conferência de Segurança de Munique. Na ocasião, Vance discursou e afirmou que um dos "inimigos internos" da Europa seria as "fragilidades" em valores democráticos e liberdade de pensamento. Vance argumentou que líderes europeus têm sido "acusados de silenciar opositores" e "suspender eleições" e que não estariam "ouvindo a população" sobre o aumento de imigrantes em seus países. O discurso em que Vance citou diversos líderes europeus nominalmente gerou tensões nas relações com a União Europeia, levando a debates sobre reduzir a dependência militar desses países com relação aos Estados Unidos.

### Dinamarca

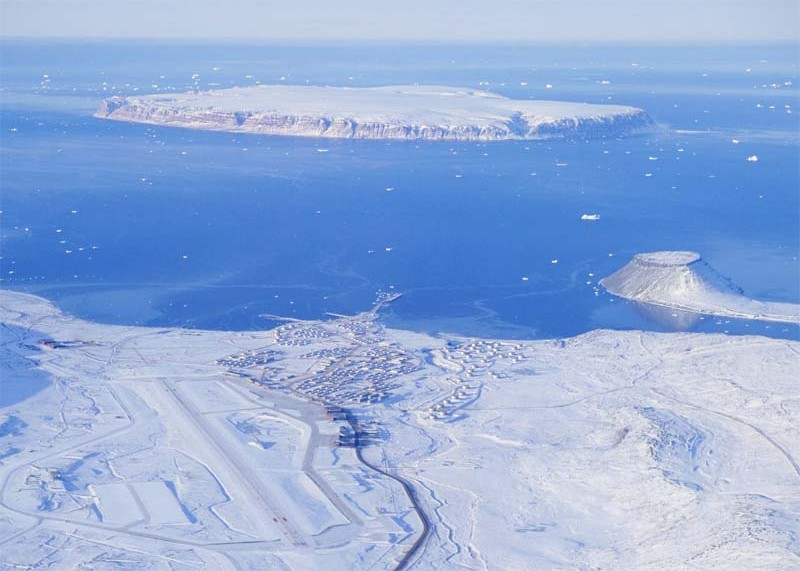
Vista aérea da Base Espacial de Pituffik, local visitado de forma polêmica pelo Vice-presidente J. D. Vance, em março de 2025, em meio a alegações de anexação da Groenlândia pelos Estados Unidos.

Em 14 de fevereiro, Trump afirmou que compraria a Groenlândia ou tomaria a região "à força", citando "questões de segurança nacional". Em resposta, o governo dinamarquês e autoridades da própria Groenlândia afirmaram que a região é parte integrante do Reino da Dinamarca e "não está à venda". Nas semanas seguintes, Trump continuou repetindo e reforçando sua intenção em anexar a região aos Estados Unidos como forma de proteger o país diante do que ele considera como "ambições chinesas e russas".
Em março de 2025, Vance tornou-se o mais alto representante do governo federal estadunidense a visitar a Groenlândia em pleno exercício do cargo. Em discurso a tropas e oficiais estadunidenses instalados na Base Espacial de Pituffik, Vance defendeu a proposta de Trump como uma estratégia para conter a "influência da Rússia sobre o Ártico" e teceu críticas diretas ao governo dinamarquês, afirmando que o país não investiu adequadamente "no povo e na estrutura de defesa" da região.
Analistas internacionais comentaram que as declarações de Trump sobre a Groenlândia representam um desprezo particular pela soberania da região e pelas relações entre os dois países. Além disso, as falas surgiram em meio a uma série de outras propostas que incluem a anexação do Canadá por inteiro como um estado estadunidense e controle efetivo do Canal do Panamá que, segundo porta-vozes da Administração Trump, está "sob controle da China" há décadas.

## Oriente Médio
A Administração Trump vê os países do Oriente Médio de forma mista, buscando parcerias estratégicas com países mais alinhados aos interesses globais do Ocidente (Israel, Jordânia e Arábia Saudita) e criticando a postura política de países que fazem oposição aos Estados Unidos na região ou que possuem laços comerciais mais fortes com a China (Irão e Egito). De modo geral, Trump têm buscado fortalecer a influência norte-americana na região sem necessariamente deslocar efetivo militar ou apoio financeiro para os países aliados como ocorreu em presidências anteriores. 

### Irã
O Irã sempre foi visto como um fator de preocupação para os interesses dos Estados Unidos na região, especialmente por sua postura de oposição à Arábia Saudita e ao ocidentalismo. Como uma teocracia islâmica, o Irão é visto por Trump e seus aliados como um opositor natural às alianças estratégicas dos Estados Unidos a longo prazo. Durante seu primeiro mandato presidencial, Trump retirou os Estados Unidos do Plano de Ação Conjunto Global e impôs sanções ao Irã, enfraquecendo substancialmente as exportações de petróleo do país. Durante todo o seu primeiro governo, Trump defendeu maior restrição ao programa nuclear iraniano, o que chamou constantemente de "ameaça" para a paz mundial.
Em fevereiro de 2025, Trump assinou um memorando de segurança nacional, restabelecendo o que chama de "pressão máxima" contra o Irã. Segundo a Casa Branca, a medida tem como objetivo forçar o governo iraniano a negociar um novo acordo energético que inclua maiores restrições ao seu programa nuclear. O memorando assinado por Trump determina imposição de novas sanções sobre as exportações petrolíferas iranianas de forma a zerar as taxas de exportação do país. O próprio Trump afirmou que não pretende usar ação militar contra o Irão, mas que busca um acordo definitivo. Para muitos observadores internacionais, as medidas de Trump tiveram um forte impacto sobre o quadro doméstico do Irão, levando a perda de apoio de membros do alto escalão do governo iraniano e desvalorização do rial no mercado internacional.
Em março de 2025, as relações entre os dois países chegaram a um ponto conflitante quando Trump declarou ter enviado uma carta ao Líder Supremo Ali Khamenei exigindo a negociação de um acordo nuclear "urgentemente" sob a ameaça direta de "um bombardeio como nunca visto antes". Dias depois, o governo iraniano respondeu às ameaças rejeitando qualquer possibilidade de negociação sob pressão, mas reiterando que o país está aberto a futuras negociações sob mediação de outras nações. Entretanto, Trump intensificou a presença militar estadunidense no Oceano Índico nos dias seguintes sob a justificativa de iniciar uma pressão contra grupos terroristas dissidentes na região.

### Israel

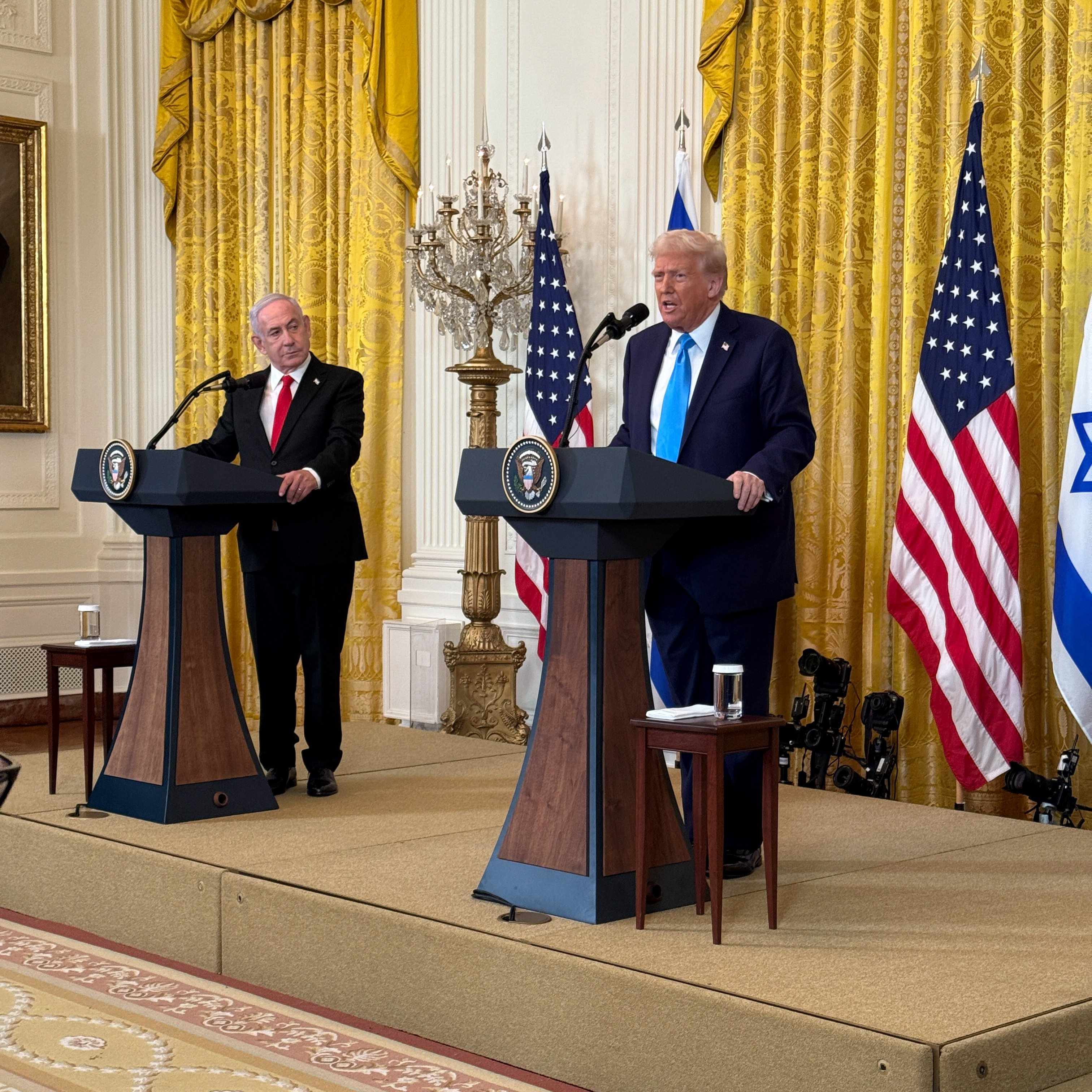
Coletiva de imprensa de Trump e o Primeiro-ministro israelense Benjamin Netanyahu, em março de 2025.Na ocasião, Trump anunciou sua polêmica proposta de "assumir o controle" da Faixa de Gaza".

Durante sua campanha presidencial de 2024, Trump defendeu fortemente os interesses de Israel na disputa com os palestinos pela Faixa de Gaza. Em novembro de 2024, Trump afirmou que o Primeiro-ministro israelense Benjamin Netanyahu deveria encerrar a guerra rapidamente e que os palestinos iriam "pagar muito" caso o conflito não fosse solucionado antes de sua posse presidencial. Trump ainda fez ameaças contra o Irã, dizendo que o país poderia ser atacado caso mantivesse o apoio indireto a grupos terroristas na região.
Em janeiro de 2025, dias antes de sua posse, Trump foi creditado por parte da imprensa internacional como um dos negociadores de um acordo de cessar-fogo entre Israel e o Hamas. Entretanto, a Casa Branca divulgou um comunicando afirmando que as negociações foram conduzidas pela equipe de Joe Biden, que ainda ocupava a presidência do país à época. Em fevereiro de 2025, Netanyahu tornou-se o primeiro líder estrangeiro a visitar Trump na Casa Branca. Na ocasião, os dois líderes reforçaram os laços estratégicos entre os dois países e Trump afirmou sua intenção de assumir o controle da Faixa de Gaza após o conflito, investir na região e transformá-la em uma "riviera palestina". A proposta causou protesto de diversas nações e das Nações Unidas, que reiteraram que o deslocamento de palestinos de seu próprio território seria um crime de guerra e limpeza étnica. Diante das críticas, Trump reiterou que os Estados Unidos não iriam realocar palestinos e que sua fala refletia apenas uma proposta aos países envolvidos no conflito.